# (8925) Boattini
(8925) Boattini es un asteroide perteneciente al Cinturón de asteroides, región del sistema solar que se encuentra entre las órbitas de Marte y Júpiter.
Fue descubierto el 4 de diciembre de 1996 por Maura Tombelli y Ulisse Munari desde la Estación de la Cima Ekar.

## Designación y nombre
Designado provisionalmente como 1996 XG32. Bautizado así en honor a Andrea Boattini (n. 1969). Tras desarrollar un creciente interés por los planetas menores, se graduó en 1996 en la Universidad de Bolonia con una tesis sobre objetos cercanos a la Tierra. Está involucrado en varios proyectos relacionados con programas de seguimiento y búsqueda de NEO, con especial interés en la clase conocida como Aten. Actualmente trabaja en el Istituto di Astrofisica Spaziale del Consejo Nacional de Investigación en Roma.

## Características orbitales
Boattini está situado a una distancia media del Sol de 2,250 ua, pudiendo alejarse hasta 2.554 ua y acercarse hasta 1,946 ua. Su excentricidad es 0,135 y la inclinación orbital 1,963 grados. Emplea 1232,50 días en completar una órbita alrededor del Sol.

## Características físicas
La magnitud absoluta de Boattini es 14,26.